# Nagyváradi repülőgép-eltérítés
A nagyváradi repülőgép-eltérítés 1971. május 27-én történt, egyetlen ilyen romániai eseményként. A Nagyvárad–Bukarest-járat Il–14-es gépét hat margittai személy, Moka Béla vezetésével eltérítette Bécsbe. Az eltérítés abban is egyedi, hogy nem a levegőben történt, hanem indulás előtt a földön kényszerítették a pilótákat az indulásra.

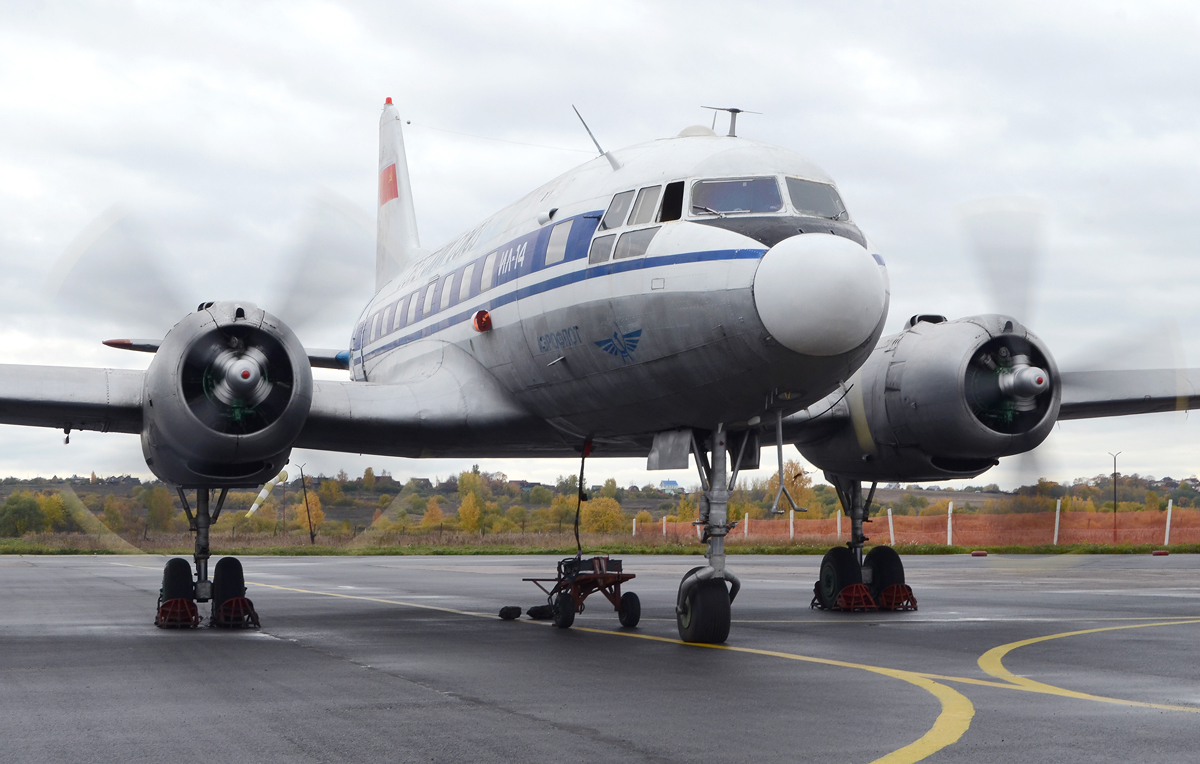
Il–14

## Az eltérítés története
Az eltérítést egy tízfőnyi csoport egy évig tervezte a géplakatos Moka Béla ötletére és szervezésében. Moka tizennyolc évesen egy traktorbalesetben elveszítette a bal lábát, és protézise volt. A csapat változott, volt, aki kimaradt, és jöttek újak. Végül Mokán kívül Miheller Sándor, Papp János, Papp József, Weiser János és Vámos Róbert vettek részt az eltérítésben. Többször repültek Nagyváradról Bukarestbe, hogy megfigyeléseket végezzenek. Az első kísérletet 1970 szeptemberében elvetették, mert abban az évben szigorítottak az ellenőrzésen, egy romániai járat külföldi eltérítési kísérlete miatt. Az 1971. májusi kísérletet úgy tervezték, hogy ketten jegyet vesznek, és felszállnak a gépre fegyver nélkül (azzal a céllal, hogy esetleg megakadályozzák a civil őrök fegyverhasználatát), a többiek pedig taxival érkezve a helyszínre, megkerülve a főbejáratot, fegyverrel megrohamozzák az épp indulni készülő repülőgépet. Ez lehetséges volt, mert akkor még nem volt kerítéssel elzárva a felszállópálya. Mivel már nem kaptak repülőjegyet, mind taxival érkeztek a helyszínre. Négyen, pisztolyokkal és két levágott csövű vadászfegyverrel felfegyverkezve, taxival érkeztek az ötven kilométerre levő Margittáról. A taxist csak utolsó percben avatták be a tervbe, és felajánlották neki, hogy szálljon fel ő is a gépre. Ez meg is történt, de még az indulás előtt félelmében leszállt. Több hónapos kihallgatás, zaklatás várt rá.
Mivel nem tudták pontosan kiszámítani a megrohamozás időpontját, ez már akkor megtörtént, amikor a pilóták épp hogy megkezdték a felszállást. A kapitánynak, látva a támadást, még sikerült visszafordulnia. Miután sikerült lefegyverezni az őröket, kikényszerítették a felszállást, amely sikerült is, annak ellenére, hogy útjukba gyorsan autóakadályokat helyeztek, de a repülőgép épp előttük felszállt. A pilóták még megpróbáltak manőverezni (valószínűleg földi utasításokra), és nem Magyarország, hanem Arad felé indultak. Ezt Moka vette észre, aki fegyverrel a kezében végig a pilótafülkében állt, és a víztornyok alakjából megfigyelte, hogy tízpercnyi repülés után még nem lépték át a határt. Ekkor fejbe ütötte az egyik pilótát, és ráparancsolt, hogy forduljon nyugatra. Magyarország felett két vadászgép leszállásra akarta kényszeríteni őket, de amikor megtudták, hogy eltérített személyszállító gépről van szó, békén hagyták. Bécsben már felfegyverzett katonák és a román követség emberei várták őket. Kétórányi alkudozás után megadták magukat. Az utasokat és a pilótákat a román követség busszal elszállította, őket pedig fogdába vitték. Az osztrák bíróság 24 és 30 hónap közötti  börtönbüntetésre ítélte őket, és azt le is töltötték. Ezután szétszéledtek a világban, többen álnéven éltek tovább.
Moka Bélát később, 1975-ben a jugoszláv–román határon fogták el, és adták át a román hatóságoknak. Saját állítása szerint vissza akart szökni Romániába, de ennek okáról mindig sejtelmesen hallgatott. Mivel Romániában távollétében 23 év börtönre ítélték, megkezdte ennek letöltését. Felesége ritkán látogathatta, csomagot is csak megszabott számban küldhetett. Szamosújváron és Craiován raboskodott, 1988-ban szabadult általános amnesztia folytán. Ezután továbbra is Margittán élt és dolgozott 2001-es nyugdíjazásig. 2015-ben halt meg. Két társa 1989 után se mert Romániába látogatni, mindig Magyarországon találkoztak.